# 魯德尼亞-波什塔
50°12′8″N 28°17′51″E / 50.20222°N 28.29750°E
魯德尼亞-波什塔（烏克蘭語：Рудня-Пошта），是烏克蘭北部的村莊，隸屬日托米爾州的日托米爾區。該村面積1.36平方公里，海拔高度219米，2001年人口194，人口密度每平方公里142.75人。